# A Manchester United FC a nemzetközi labdarúgásban
A Manchester United FC angol labdarúgócsapat Manchesterben, Anglia egyik legsikeresebb klubja, európai szinten is. Az első angol csapat voltak, amely részt vett egy európai kupasorozatban, 1956-ban kaptak helyet a bajnokcsapatok Európa-kupájában. Ez óta az Intertotó-kupa és a Konferencia Liga kivételével minden UEFA-sorozatban szerepeltek.
A kiírás, amiben a United a legsikeresebb az UEFA-bajnokok ligája (korábban: bajnokcsapatok Európa-kupája). Háromszor nyerték meg a kupát, először 1968-ban, az első angol csapatként. A másik két győzelmük 1999-ben és 2008-ban volt. A csapat 2017-ben megnyerte az Európa-ligát, 1991-ben a kupagyőztesek Európa-kupáját, az UEFA-szuperkupát 1991-ben, az Interkontinentális kupát 1999-ben, a klubvilágbajnokságot pedig 2008-ban.
1999-es és 2008-as UEFA-bajnokok ligája sikereik után a United képviselte az UEFA csapatait a 2000-es és a 2008-as klubvilágbajnokságon. 2000-ben csak a csoportkörben szerepeltek, de 2008-ban az első angol csapatként megnyerték a tornát.

## Áttekintés

### Az első évek
Azt követően, hogy a United az előző évben megnyerte a bajnokságot, a csapat először helyet kapott egy európai kupasorozatban az 1956–1957-es szezonban. Az előző szezon bajnoka, a Chelsea, el lett tiltva a szerepléstől, mert a Football League elnöke, Alan Hardaker attól félt, hogy rontaná az angol labdarúgás helyzetét. Ennek ellenére Matt Busby, a Manchester United menedzsere viszont sokkal inkább előretekintő volt, és mindenképpen Európában akarta látni a Vörös Ördögöket. Stanley Rous, az angol labdarúgó-szövetség (és később a FIFA) elnöke támogatásával elérte, hogy a manchesteriek indulhassanak az 1956–1957-es bajnokcsapatok Európa-kupájában (BEK).
A csapat első nemzetközi mérkőzését az Anderlecht ellen játszott a BEK selejtezőjében, a brüsszeli Parc Astrid stadionban. A United 2–0-ra diadalmaskodott 35 ezer néző előtt. A visszavágót a Manchester City stadionjában, a Maine Roadon játszották, mert az Old Traffordon még nem voltak felszerelve az európai mérkőzésekhez szükséges reflektorok. A találkozó végeredménye 10–0 lett, ami napjainkig is rekord a klub történetében. A selejtezőben elért sikereket követően az elődöntőig menetelt a United, legyőzve a Borussia Dortmund és az Athletic Bilbao csapatát, mielőtt a klub kiesett a Real Madrid ellen. A spanyol fővárosi csapat első mérkőzését a Santiago Bernabéu stadionban játszották, 135 ezer néző előtt, ami rekord. A szezonjuk 5–3-as összesítéssel véget ért Európában, a madridiak öt sorozatban megnyert BEK-címük másodikját szerezték meg.

### München
A United ismét bajnok lett a szezonban, így sorozatban másodjára a bajnokcsapatok Európa-kupájában indulhattak az 1957–1958-as szezonban. A selejtezőben 9–2-es összesítéssel kiejtették a Shamrock Roverst, az első fordulóban a Dukla Praha csapatát kapták. A prágai visszavágó után a csapat Manchesterbe tartott volna, de a város fölötti köd miatt a repülővel való utazás nem volt lehetséges. Ennek következtében gyorsan össze kellett dobnia egy utazási tervet a csapatnak, aminek következtében Hoek van Holland faluból utaztak volna Harwich-ba komppal, majd onnan vonattal Manchesterbe. Ennek következtében a játékosok nagyon fáradtak voltak, a Birmingham City ellen csak egy 1–1-es döntetlent tudtak elérni.
Hogy ilyen helyzetbe többet ne kerüljenek, a csapat úgy döntött, hogy kibérelnek egy repülőgépet a negyeddöntő visszavágójára a Crvena zvezda ellen. A 2–1-es hazai győzelem után a 3–3-as idegenbeli döntetlen azt jelentette, hogy a csapat továbbjutott az elődöntőbe. A Manchesterbe tartó visszaúton a csapat gépe (British European Airways 609-es járat) leszállt Münchenben, hogy megtankoljanak. A kásás jéggel borított Müncheni reptérről az első felszállási próbálkozás sikertelen volt egy motorhiba miatt, a második próbálkozást is ugyanez a probléma akadályozta meg. Fél órával, és egy mérnöki ellenőrzéssel később a repülőgép megkapta az engedélyt az indulásra. A tervek szerint a gépet lassabban gyorsították, így csak később hagyta el a felszállópályát. Amint a gép elérte a 117 csomós (217 km/órás) sebességet, amikor már nem biztonságos megszakítani a felszállási próbálkozást, az volt az elvárás, hogy a repülőgép sebessége tovább fog növekedni, és így sikeresen felszállhatott volna. Ennek ellenére hirtelen 112, majd 105 csomóra esett vissza a sebesség, így a gép nem tudott felszállni a kifutópálya vége előtt. A repülőgép a kifutópálya végén lecsúszott, átszakított egy kerítést, majd bal szárnyával egy közelben lévő családi háznak ütközött.
A katasztrófában a negyvennégy utasból huszonegy azonnal meghalt, míg ketten napokkal később a kórházban. Az áldozatok közül nyolcan játékosok voltak: Geoff Bent, Roger Byrne, Eddie Colman, Duncan Edwards, Mark Jones, David Pegg, Tommy Taylor és Billy Whelan, míg a csapat titkára Walter Crickmer, illetve két edzője, Tom Curry és Bert Whalley meghaltak. Matt Busby is komolyan megsérült, de két hónapnyi ápolás után teljesen felépült. Annak következtében, hogy a csapat nyolc játékosa is meghalt, és sokan még kórházban voltak, az AC Milan elleni elődöntőre egy megviselt kerettel állt ki a United. Az Old Traffordon ennek ellenére is 2–1-re nyertek a Vörös Ördögök, de Olaszországban már 4–0-ra kikaptak, véget vetett az álomnak. Megemlékezésként az áldozatokról, az UEFA úgy döntött, hogy engedélyezi, hogy a United elinduljon az 1958–1959-es BEK-évadban, a BSC Young Boys ellen kezdve a szezont. Ennek ellenére a Football League megtagadta a csapat indulási jogát, mert a katasztrófa által nehezített évben nem lettek bajnokok. A Young Boys találkozókat barátságos mérkőzésként lejátszották.

### Visszatérés Európába
Az 1963-as angol kupagyőzelem után a United visszatért Európába egy öt éves távolmaradás után, az 1963–1964-es kupagyőztesek Európa-kupájában szerepelve. A csapat a negyeddöntőig jutott, a selejtezőben legyőzve a Willem II-t, majd a nyolcaddöntőben a címvédő Tottenham Hotspurt. A negyeddöntőben a Sporting CP ellen játszottak, az első mérkőzést 4–1-re nyerve, így egy nagy vereség kivételével biztosnak tűnt a továbbjutásuk. A United 5–0-ra kikapott idegenben, ami máig a csapat történetének legnagyobb nemzetközi veresége.
Az 1963–1964-es szezonban másodikak lettek a bajnokságban, ami azt jelentette, hogy szerepelhettek a vásárvárosok kupája 1964–1965-ös kiírásában. Az elődöntőig jutottak, kiejtve a Djurgården, a Borussia Dortmund, az Everton és a Strasbourg csapatait, mielőtt kiestek a Ferencváros ellen, 3–3-as összesítéssel.

### Újra a bajnokcsapatok Európa-kupájában
A következő évben a Manchester United visszatért a bajnokcsapatok Európa-kupájába, először a légikatasztrófa óta, miután a bajnokságot gólátlaggal megnyerték a Leeds United ellen. Azt követően, hogy az első két fordulóban megverték a finn Helsingin JK és a kelet-német Vorwärts Berlin csapatát, a United a négyszeres bajnok, kétszeres győztes, és előző évben ezüstérmes Benficával mérkőzött meg. A portugálok legjobb játékosa, Eusébio, nem sokkal korábban nyerte meg egyetlen Aranylabdáját, és részben emiatt a Benfica volt az esélyes. Ennek ellenére a hazai mérkőzésen a United 3–2-re nyert, míg a visszavágón 5–1-re verte el a portugálokat az Estádio da Luz stadionban, amit sokan George Best pályafutása legjobb mérkőzésének tekintenek. A következőben a United a Partizan csapatát kapta, először tértek vissza Belgrádba a müncheni katasztrófa óta. Best az FA-Kupa hatodik fordulójában megsérült néhány héttel korábban, és ugyan játszott az első, idegenbeli mérkőzésen, a United 2–0-ás vereséget szenvedett a JNA-stadionban. A visszavágón ugyan nyertek a manchesteriek, de Nobby Stiles egy találata nem volt elég a továbbjutáshoz. A szezon végén Matt Busby, aki úgy érezte, hogy az európai álma sose fog beteljesülni, elgondolkozott a visszavonuláson, de a csapat következő évi bajnoki címe meggyőzte, hogy még egy utolsó alkalommal megpróbálja elérni célját.

### Az első angol európai cím
A Manchester United négy ponttal megelőzve a Nottingham Forestet megnyerte az 1966–1967-es bajnokságot, egy mérkőzéssel a szezon vége előtt. Három éven belül így másodjára szerepelhetett a csapat a bajnokcsapatok Európa-kupájában. Miután legyőzték a máltai bajnok Hibernianst az első fordulóban, a United ismét Jugoszláviába utazott, ezúttal az FK Sarajevo ellen játszottak. Hosszú útjukat követően egy nagyon erőszakos mérkőzés várta őket, a végeredmény 0–0 lett. A második mérkőzés is hasonló körülmények között folyt le, de John Aston és George Best találatainak köszönhetően biztos helyzetbe került a csapat. Ugyan a jugoszlávok szépítettek, a United a negyeddöntőbe jutott, ahol a Górnik Zabrze ellen játszottak. Az Old Traffordon 2–0-ra győzött a United, Stefan Florenski öngólja és Brian Kidd találata révén. A lengyelek az utolsó nyolc csapat közül az egyik legjobbnak számítottak, de 1–0-ás győzelmük hazai pályán nem volt elég arra, hogy megakadályozzák az angolok elődöntőbe jutását. Az utolsó előtti fordulóban a United a Real Madrid ellen mérkőzött meg, hazai pályán 1–0-ra tudott nyerni a csapat. Végül ez elégnek is bizonyult a továbbjutáshoz, mivel a visszavágó a Bernabéuban 3–3 lett. A Wembley Stadionban lejátszott döntőben a United 4–1-re verte meg a Benficát, hogy az első angol csapatként nemzetközi címet nyerjen. Best ismét betalált, Bobby Charlton duplája és a 19. születésnapján gólt szerző Kidd mellett.
A United a következő évben elődöntős volt a bajnokcsapatok Európa-kupájában, de kikapott a Milantól. Ezt követően hét évig voltak távol az európai kupáktól.

### Ismét Európában
Matt Busby 1968–1969-es szezon végi visszavonulása után a United története egyik legrosszabb időszaka kezdődött meg, 1974-ben kiestek az első osztályból. Tommy Docherty vezetésével azonnal visszajutott a csapat az első osztályba, amit követően azonnal európai szereplést (UEFA-kupa) harcolt ki a csapat, harmadikként zárva a szezont.
Ugyan a United bejutott az 1977–1978-as kupagyőztesek Európa-kupájába, miután megnyerték az 1977-es FA-kupát, illetve az 1980–1981-es és az 1982–1983-as UEFA-kupába, az 1983–1984-es szezonig nem volt nagyobb sikerük egyik sorozatban se. Ekkor a kupagyőztesek Európa-kupájába jutottak be Ron Atkinson alatt. A United kerete ekkor a legjobb volt a Busby-éra óta, olyan játékosokkal, mint Ray Wilkins, Bryan Robson, Frank Stapleton és a tinédzser Norman Whiteside. A negyeddöntőben 3–0-ra megnyerték a Diego Maradona által erősített FC Barcelona elleni visszavágójukat, miután idegenben 2–0-ás vereséget szenvedtek Spanyolországban.
A United 1984–1985-ben eljutott az UEFA-kupa negyeddöntőjéig, ami az utolsó szereplésük volt európai porondon majdnem egy fél évtizedig, mivel a Heysel-tragédia következtében, amiben a Liverpool huligánjainak erőszakossága miatt 39 olasz szurkoló életét vesztette az 1985-ös bajnokcsapatok Európa-kupája-döntő közben, az angol csapatokat eltiltották az európai szerepléstől 1990-ig. Ennek következtében a United lemaradt az 1985–1986-os kupagyőztesek Európa-kupájáról, illetve az 1986–1987-es és az 1988–1989-es UEFA-kupáról. Ebben az időszakban Ron Atkinson helyét átvette Alex Ferguson, mint a csapat menedzsere, ami a csapat negyed évszázadig tartó aranykorának kezdetét jelentette.

### Ferguson-éra: Európa csúcsán

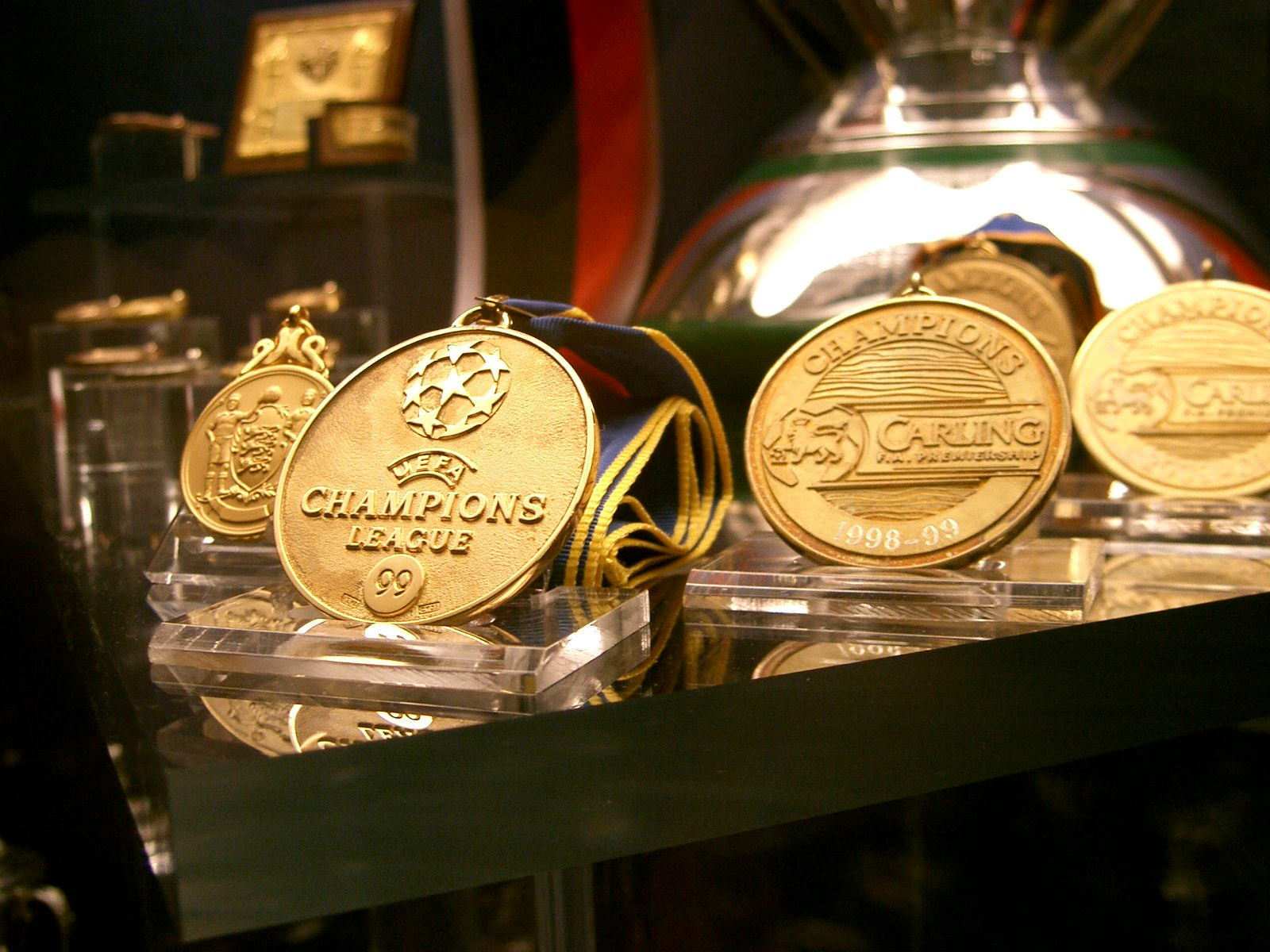
A három érem a United 1998–1999-es szezonjából, amelyben triplázott a csapat

Amikor véget ért az angol csapatok tiltása az európai sorozatokból, a United az 1990–1991-es szezon angol képviselője volt a kupagyőztesek Európa-kupájában, miután megnyerték az FA-kupát. Európába győztesként tértek vissza, a döntőben 2–1-re verték meg a Barcelonát, Mark Hughes kétszer talált be. Az 1991–1992-es szezonban nem tudták megvédeni a címüket, a második fordulóban kikaptak az Atlético Madridtól, majd 1992–1993-ban az első lehetőségnél kiestek az UEFA-kupából.
1993-as Premier League-címükkel a United bejutott az UEFA-bajnokok ligája első szezonjába, 1969 óta először szerepelve a legrangosabb európai kupába. A United a második fordulóban kiesett, a Galatasaray elleni 3–3-as döntetlen idegenben szerzett gólok miatt nem volt elég. Az 1996–1997-es szezonig nem volt nagy szerepe a Unitednek európai sorozatokban, mikor elérték az UEFA-bajnokok ligája elődöntőjét, ahol a Borussia Dortmund ellen estek ki. Ebben a szezonban kapott ki először hazai pályán a United, 40 évnyi európai kupaszereplés után, mikor a csoportkörben 1–0-ra nyert ellenük a Fenerbahçe az Old Traffordon.
1999-ben 31 év után nyert újra európai trófeát a United, mikor Teddy Sheringham és Ole Gunnar Solskjær, 91., illetve 93. percben szerzett góljai 2–1-es győzelmet hoztak a csapatnak a Bayern München elleni UEFA-bajnokok ligája-döntőben. 2003–2004-ben a United a nyolcaddöntőben kiesett a Porto ellen, hét év után először nem jutottak el a negyeddöntőig.

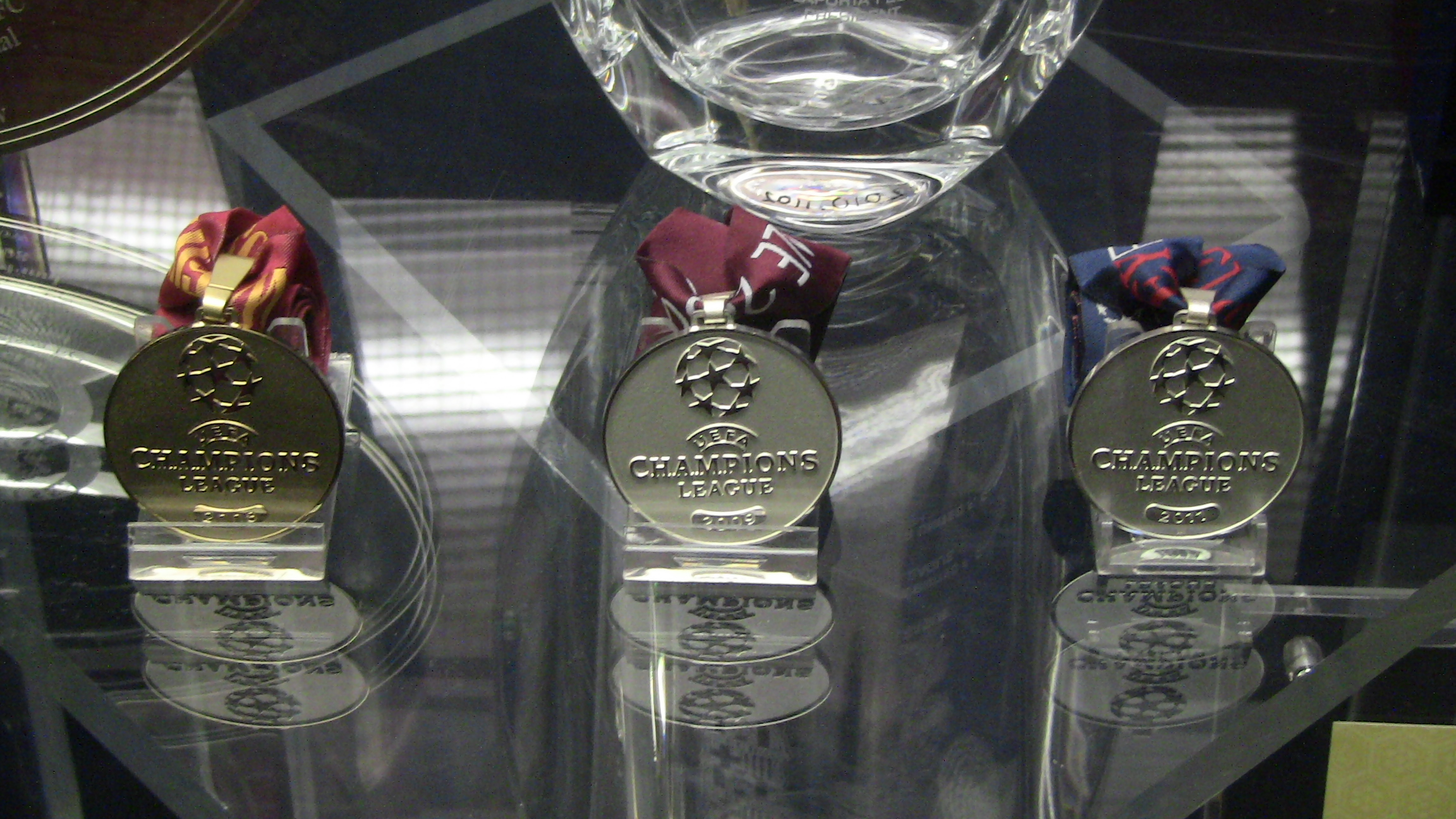
A Manchester United három UEFA-bajnokok ligája-érme a 2008–2011 közötti négy szezonból

Három rövid UEFA-bajnokok ligája-szezon után a United 2006–2007-ben elődöntőbe jutott, miután a negyeddöntőben 2–1-re kikaptak, majd a visszavágóban 7–1-re megverték az AS Roma csapatát. Az első mérkőzésen 3–2-es előnyt szereztek az AC Milan ellen, de a visszavágóban 3–0-ra kikaptak, így az angol házidöntő a Liverpool ellen nem történt meg. Egy évvel később viszont már a két angol csapat egyike voltak a moszkvai Luzsnyiki Stadionban, ahol az 1–1-es végeredményű döntőben büntetőkkel megverték a Chelsea-t, megnyerve harmadik UEFA-bajnokok ligája címüket.
A következő három évben még két döntőbe jutott be a csapat, de mindkétszer kikaptak a Barcelonától. Először 2009-ben Rómában, majd 2011-ben a Wembley Stadionban, Londonban. A 2011–2012-es szezonban harmadikak lettek a csoportkörben, így az Európa-ligában folytathatták évüket. Ez volt az első alkalom, hogy a United a sorozatban szerepelt, mióta átnevezték UEFA-kupáról a kiírást, és az első alkalom 1995–1996 óta. Végül a nyolcaddöntőben estek ki, 5–3-ra kikapva az Athletic Bilbaótól.

### 2014–napjainkig: hanyatlás és visszatérés
Az után, hogy a 2013–2014-es szezonban hetedik lett a csapat David Moyes vezetésével, a United 25 év után először nem indult európai kupasorozatban, de egy évvel később már vissza is tértek, Louis van Gaal az UEFA-bajnokok ligája selejtezőt érő negyedik helyig vezette a klubot a bajnokságban. A 2005–2006-os szezon óta először kellett a selejtezőben szerepelnie a Unitednek, amikor a Debrecent verték meg.
A 2015–2016-os FA-kupa megnyerése (és a bajnoki ötödik hely megszerzése) után a United 2016–2017-es szezonját az Európa-ligában kezdte, először 1995–1996 óta. A csapat meg is nyerte a kiírást, az Ajaxot 2–0-ra legyőzve a döntőben, először diadalmaskodva a sorozatban. Ezzel az ötödik csapat lettek, amely az UEFA mindhárom kiírását megnyerte. 2019–2020-ban ismét az Európa-ligában kellett szerepelniük gyenge bajnoki teljesítményük miatt, az elődöntőben a Sevilla ellen estek ki. A 2020–2021-es kiírásban, amibe (2015–2016-hoz hasonlóan) az UEFA-bajnokok ligája csoportköréből estek ki a harmadik helyen, ismét a döntőig meneteltek, a Villarreal ellen kaptak ki büntetőkkel (10–11). A 2012–2013-as szezonban megszerzett bajnoki címük óta a csapat még egyszer se jutott el az UEFA-bajnokok ligája elődöntőjéig. 2021–2022-ben a Vörös Ördögök elsők voltak a csoportkörben, de a nyolcaddöntőben kiejtette őket az Atlético Madrid ellen, 2–1-es összesítéssel. A 2021–2022-es szezonban hatodikak lettek, ismét az Európa-ligában szerepeltek a következő évben, Erik ten Hag első szezonjában. A csoportkört másodikként zárták, kevesebb szerzett góljuk miatt. A rájátszásban, illetve a nyolcaddöntőben legyőzték az FC Barcelonát és a Real Betis csapatát, majd a későbbi győztes Sevilla kiejtette őket. A 2022–2023-as szezonban a bajnokságban harmadikak lettek, bejutottak az UEFA-bajnokok ligájába, ahonnan utolsó helyen estek ki, mindössze egy megnyert mérkőzéssel. A következő évet az Európa-ligában kezdték meg.

## Mérkőzések
| Szezon    | Kiírás                       | Forduló                      | Ellenfél            | Hazai pályán                     | Idegenben                        | Összesítve                       |
| --------- | ---------------------------- | ---------------------------- | ------------------- | -------------------------------- | -------------------------------- | -------------------------------- |
| 1956–1957 | Bajnokcsapatok Európa-kupája | Selejtező                    | Anderlecht          | 10–0                             | 2–0                              | 12–0                             |
| 1956–1957 | Bajnokcsapatok Európa-kupája | Első forduló                 | Borussia Dortmund   | 3–2                              | 0–0                              | 3–2                              |
| 1956–1957 | Bajnokcsapatok Európa-kupája | Negyeddöntő                  | Athletic Bilbao     | 3–0                              | 3–5                              | 6–5                              |
| 1956–1957 | Bajnokcsapatok Európa-kupája | Elődöntő                     | Real Madrid         | 2–2                              | 1–3                              | 3–5                              |
| 1957–1958 | Bajnokcsapatok Európa-kupája | Selejtező                    | Shamrock Rovers     | 3–2                              | 6–0                              | 9–2                              |
| 1957–1958 | Bajnokcsapatok Európa-kupája | Első forduló                 | Dukla Praha         | 3–0                              | 0–1                              | 3–1                              |
| 1957–1958 | Bajnokcsapatok Európa-kupája | Negyeddöntő                  | Crvena zvezda       | 2–1                              | 3–3                              | 5–4                              |
| 1957–1958 | Bajnokcsapatok Európa-kupája | Elődöntő                     | Milan               | 2–1                              | 0–4                              | 2–5                              |
| 1958–1959 | Bajnokcsapatok Európa-kupája | Selejtező                    | Young Boys          | A Football League visszaléptette | A Football League visszaléptette | A Football League visszaléptette |
| 1963–1964 | Kupagyőztesek Európa-kupája  | Selejtező                    | Willem II           | 6–1                              | 1–1                              | 7–2                              |
| 1963–1964 | Kupagyőztesek Európa-kupája  | Első forduló                 | Tottenham Hotspur   | 4–1                              | 0–2                              | 4–3                              |
| 1963–1964 | Kupagyőztesek Európa-kupája  | Negyeddöntő                  | Sporting CP         | 4–1                              | 0–5                              | 4–6                              |
| 1964–1965 | Vásárvárosok kupája          | Első forduló                 | Djurgården          | 6–1                              | 1–1                              | 7–2                              |
| 1964–1965 | Vásárvárosok kupája          | Második forduló              | Borussia Dortmund   | 4–0                              | 6–1                              | 10–1                             |
| 1964–1965 | Vásárvárosok kupája          | Harmadik forduló             | Everton             | 2–1                              | 1–1                              | 3–2                              |
| 1964–1965 | Vásárvárosok kupája          | Negyeddöntő                  | Strasbourg          | 0–0                              | 5–0                              | 5–0                              |
| 1964–1965 | Vásárvárosok kupája          | Elődöntő                     | Ferencváros         | 3–2                              | 0–1                              | 3–3 (új. 1–2) (V)                |
| 1965–1966 | Bajnokcsapatok Európa-kupája | Selejtező                    | HJK                 | 6–0                              | 3–2                              | 9–2                              |
| 1965–1966 | Bajnokcsapatok Európa-kupája | Első forduló                 | Vorwärts Berlin     | 3–1                              | 2–0                              | 5–1                              |
| 1965–1966 | Bajnokcsapatok Európa-kupája | Negyeddöntő                  | Benfica             | 3–2                              | 5–1                              | 8–3                              |
| 1965–1966 | Bajnokcsapatok Európa-kupája | Elődöntő                     | Partizan            | 1–0                              | 0–2                              | 1–2                              |
| 1967–1968 | Bajnokcsapatok Európa-kupája | Első forduló                 | Hibernians          | 4–0                              | 0–0                              | 4–0                              |
| 1967–1968 | Bajnokcsapatok Európa-kupája | Második forduló              | Sarajevo            | 2–1                              | 0–0                              | 2–1                              |
| 1967–1968 | Bajnokcsapatok Európa-kupája | Negyeddöntő                  | Górnik Zabrze       | 2–0                              | 0–1                              | 2–1                              |
| 1967–1968 | Bajnokcsapatok Európa-kupája | Elődöntő                     | Real Madrid         | 1–0                              | 3–3                              | 4–3                              |
| 1967–1968 | Bajnokcsapatok Európa-kupája | Döntő                        | Benfica             | 4–1 (S)                          | 4–1 (S)                          | 4–1 (S)                          |
| 1968      | Interkontinentális kupa      | Döntő                        | Estudiantes         | 1–1                              | 0–1                              | 1–2                              |
| 1968–1969 | Bajnokcsapatok Európa-kupája | Első forduló                 | Waterford           | 7–1                              | 3–1                              | 10–2                             |
| 1968–1969 | Bajnokcsapatok Európa-kupája | Második forduló              | Anderlecht          | 3–0                              | 1–3                              | 4–3                              |
| 1968–1969 | Bajnokcsapatok Európa-kupája | Negyeddöntő                  | Rapid Wien          | 3–0                              | 0–0                              | 3–0                              |
| 1968–1969 | Bajnokcsapatok Európa-kupája | Elődöntő                     | Milan               | 1–0                              | 0–2                              | 1–2                              |
| 1976–1977 | UEFA-kupa                    | Első forduló                 | Ajax                | 2–0                              | 0–1                              | 2–1                              |
| 1976–1977 | UEFA-kupa                    | Második forduló              | Juventus            | 1–0                              | 0–3                              | 1–3                              |
| 1977–1978 | Kupagyőztesek Európa-kupája  | Első forduló                 | Saint-Étienne       | 2–0                              | 1–1                              | 3–1                              |
| 1977–1978 | Kupagyőztesek Európa-kupája  | Második forduló              | Porto               | 5–2                              | 0–4                              | 5–6                              |
| 1980–1981 | UEFA-kupa                    | Első forduló                 | Widzew Łódź         | 1–1                              | 0–0                              | 1–1                              |
| 1982–1983 | UEFA-kupa                    | Első forduló                 | Valencia            | 0–0                              | 1–2                              | 1–2                              |
| 1983–1984 | Kupagyőztesek Európa-kupája  | Első forduló                 | Dukla Praha         | 1–1                              | 2–2                              | 3–3                              |
| 1983–1984 | Kupagyőztesek Európa-kupája  | Második forduló              | Szpartak Várna      | 2–0                              | 2–1                              | 4–1                              |
| 1983–1984 | Kupagyőztesek Európa-kupája  | Negyeddöntő                  | Barcelona           | 3–0                              | 0–2                              | 3–2                              |
| 1983–1984 | Kupagyőztesek Európa-kupája  | Elődöntő                     | Juventus            | 1–1                              | 1–2                              | 2–3                              |
| 1984–1985 | UEFA-kupa                    | Első forduló                 | Rába ETO Győr       | 3–0                              | 2–2                              | 5–2                              |
| 1984–1985 | UEFA-kupa                    | Második forduló              | PSV Eindhoven       | 0–0                              | 1–0                              | 1–0                              |
| 1984–1985 | UEFA-kupa                    | Harmadik forduló             | Dundee United       | 2–2                              | 3–2                              | 5–4                              |
| 1984–1985 | UEFA-kupa                    | Negyeddöntő                  | Videoton            | 1–0                              | 0–1                              | 1–1 (t. 4–5)                     |
| 1985–1986 | Kupagyőztesek Európa-kupája  | Első forduló                 | Benfica             | Eltiltva                         | Eltiltva                         | Eltiltva                         |
| 1986–1987 | UEFA-kupa                    | Eltiltva                     | Eltiltva            | Eltiltva                         | Eltiltva                         | Eltiltva                         |
| 1988–1989 | UEFA-kupa                    | Eltiltva                     | Eltiltva            | Eltiltva                         | Eltiltva                         | Eltiltva                         |
| 1990–1991 | Kupagyőztesek Európa-kupája  | Első forduló                 | Pécsi Munkás        | 2–0                              | 1–0                              | 3–0                              |
| 1990–1991 | Kupagyőztesek Európa-kupája  | Második forduló              | Wrexham             | 3–0                              | 2–0                              | 5–0                              |
| 1990–1991 | Kupagyőztesek Európa-kupája  | Negyeddöntő                  | Montpellier         | 1–1                              | 2–0                              | 3–1                              |
| 1990–1991 | Kupagyőztesek Európa-kupája  | Elődöntő                     | Legia Warszawa      | 1–1                              | 3–1                              | 4–2                              |
| 1990–1991 | Kupagyőztesek Európa-kupája  | Döntő                        | Barcelona           | 2–1 (S)                          | 2–1 (S)                          | 2–1 (S)                          |
| 1991      | UEFA-szuperkupa              | Döntő                        | Crvena zvezda       | 1–0 (H)                          | 1–0 (H)                          | 1–0 (H)                          |
| 1991–1992 | Kupagyőztesek Európa-kupája  | Első forduló                 | Athinaikósz         | 2–0                              | 0–0                              | 2–0                              |
| 1991–1992 | Kupagyőztesek Európa-kupája  | Második forduló              | Atlético Madrid     | 1–1                              | 0–3                              | 1–4                              |
| 1992–1993 | UEFA-kupa                    | Első forduló                 | Torpedo Moszkva     | 0–0                              | 0–0                              | 0–0 (t. 3–4)                     |
| 1993–1994 | UEFA-bajnokok ligája         | Első forduló                 | Kispest Honvéd      | 2–1                              | 3–2                              | 5–3                              |
| 1993–1994 | UEFA-bajnokok ligája         | Második forduló              | Galatasaray         | 3–3                              | 0–0                              | 3–3                              |
| 1994–1995 | UEFA-bajnokok ligája         | A csoport                    | IFK Göteborg        | 4–2                              | 1–3                              | 3.                               |
| 1994–1995 | UEFA-bajnokok ligája         | A csoport                    | Galatasaray         | 4–0                              | 0–0                              | 3.                               |
| 1994–1995 | UEFA-bajnokok ligája         | A csoport                    | Barcelona           | 2–2                              | 0–4                              | 3.                               |
| 1995–1996 | UEFA-kupa                    | Első forduló                 | Rotor Volgográd     | 2–2                              | 0–0                              | 2–2                              |
| 1996–1997 | UEFA-bajnokok ligája         | C csoport                    | Juventus            | 0–1                              | 0–1                              | 2.                               |
| 1996–1997 | UEFA-bajnokok ligája         | C csoport                    | Rapid Wien          | 2–0                              | 2–0                              | 2.                               |
| 1996–1997 | UEFA-bajnokok ligája         | C csoport                    | Fenerbahçe          | 0–1                              | 2–0                              | 2.                               |
| 1996–1997 | UEFA-bajnokok ligája         | Negyeddöntő                  | Porto               | 4–0                              | 0–0                              | 4–0                              |
| 1996–1997 | UEFA-bajnokok ligája         | Elődöntő                     | Borussia Dortmund   | 0–1                              | 0–1                              | 0–2                              |
| 1997–1998 | UEFA-bajnokok ligája         | B csoport                    | Košice              | 3–0                              | 3–0                              | 1.                               |
| 1997–1998 | UEFA-bajnokok ligája         | B csoport                    | Juventus            | 3–2                              | 0–1                              | 1.                               |
| 1997–1998 | UEFA-bajnokok ligája         | B csoport                    | Feyenoord           | 2–1                              | 3–1                              | 1.                               |
| 1997–1998 | UEFA-bajnokok ligája         | Negyeddöntő                  | Monaco              | 1–1                              | 0–0                              | 1–1                              |
| 1998–1999 | UEFA-bajnokok ligája         | Második selejtező forduló    | ŁKS Łódź            | 2–0                              | 0–0                              | 2–0                              |
| 1998–1999 | UEFA-bajnokok ligája         | D csoport                    | Barcelona           | 3–3                              | 3–3                              | 2.                               |
| 1998–1999 | UEFA-bajnokok ligája         | D csoport                    | Bayern München      | 1–1                              | 2–2                              | 2.                               |
| 1998–1999 | UEFA-bajnokok ligája         | D csoport                    | Brøndby             | 5–0                              | 6–2                              | 2.                               |
| 1998–1999 | UEFA-bajnokok ligája         | Negyeddöntő                  | Internazionale      | 2–0                              | 1–1                              | 3–1                              |
| 1998–1999 | UEFA-bajnokok ligája         | Elődöntő                     | Juventus            | 1–1                              | 3–2                              | 4–3                              |
| 1998–1999 | UEFA-bajnokok ligája         | Döntő                        | Bayern München      | 2–1 (S)                          | 2–1 (S)                          | 2–1 (S)                          |
| 1999      | UEFA-szuperkupa              | Döntő                        | Lazio               | 0–1 (S)                          | 0–1 (S)                          | 0–1 (S)                          |
| 1999      | Interkontinentális kupa      | Döntő                        | Palmeiras           | 1–0 (S)                          | 1–0 (S)                          | 1–0 (S)                          |
| 2000      | FIFA-klubvilágbajnokság      | B csoport                    | Necaxa              | 1–1 (S)                          | 1–1 (S)                          | 3.                               |
| 2000      | FIFA-klubvilágbajnokság      | B csoport                    | Vasco da Gama       | 1–3 (S)                          | 1–3 (S)                          | 3.                               |
| 2000      | FIFA-klubvilágbajnokság      | B csoport                    | South Melbourne     | 2–0 (S)                          | 2–0 (S)                          | 3.                               |
| 1999–2000 | UEFA-bajnokok ligája         | Első csoportkör D csoport    | Croatia Zagreb      | 0–0                              | 2–1                              | 1.                               |
| 1999–2000 | UEFA-bajnokok ligája         | Első csoportkör D csoport    | Sturm Graz          | 2–1                              | 3–0                              | 1.                               |
| 1999–2000 | UEFA-bajnokok ligája         | Első csoportkör D csoport    | Marseille           | 2–1                              | 0–1                              | 1.                               |
| 1999–2000 | UEFA-bajnokok ligája         | Második csoportkör B csoport | Fiorentina          | 3–1                              | 0–2                              | 1.                               |
| 1999–2000 | UEFA-bajnokok ligája         | Második csoportkör B csoport | Valencia            | 3–0                              | 0–0                              | 1.                               |
| 1999–2000 | UEFA-bajnokok ligája         | Második csoportkör B csoport | Bordeaux            | 2–0                              | 2–1                              | 1.                               |
| 1999–2000 | UEFA-bajnokok ligája         | Negyeddöntő                  | Real Madrid         | 2–3                              | 0–0                              | 2–3                              |
| 2000–2001 | UEFA-bajnokok ligája         | Első csoportkör G csoport    | Anderlecht          | 5–1                              | 1–2                              | 2.                               |
| 2000–2001 | UEFA-bajnokok ligája         | Első csoportkör G csoport    | Dinamo Kijiv        | 1–0                              | 0–0                              | 2.                               |
| 2000–2001 | UEFA-bajnokok ligája         | Első csoportkör G csoport    | PSV Eindhoven       | 3–1                              | 1–3                              | 2.                               |
| 2000–2001 | UEFA-bajnokok ligája         | Második csoportkör A csoport | Panathinaikósz      | 3–1                              | 1–1                              | 2.                               |
| 2000–2001 | UEFA-bajnokok ligája         | Második csoportkör A csoport | Sturm Graz          | 3–0                              | 2–0                              | 2.                               |
| 2000–2001 | UEFA-bajnokok ligája         | Második csoportkör A csoport | Valencia            | 1–1                              | 0–0                              | 2.                               |
| 2000–2001 | UEFA-bajnokok ligája         | Negyeddöntő                  | Bayern München      | 0–1                              | 1–2                              | 1–3                              |
| 2001–2002 | UEFA-bajnokok ligája         | Első csoportkör G csoport    | Lille               | 1–0                              | 1–1                              | 2.                               |
| 2001–2002 | UEFA-bajnokok ligája         | Első csoportkör G csoport    | Deportivo La Coruña | 2–3                              | 1–2                              | 2.                               |
| 2001–2002 | UEFA-bajnokok ligája         | Első csoportkör G csoport    | Olimbiakósz         | 3–0                              | 2–0                              | 2.                               |
| 2001–2002 | UEFA-bajnokok ligája         | Második csoportkör A csoport | Bayern München      | 0–0                              | 1–1                              | 1.                               |
| 2001–2002 | UEFA-bajnokok ligája         | Második csoportkör A csoport | Boavista            | 3–0                              | 3–0                              | 1.                               |
| 2001–2002 | UEFA-bajnokok ligája         | Második csoportkör A csoport | Nantes              | 5–1                              | 1–1                              | 1.                               |
| 2001–2002 | UEFA-bajnokok ligája         | Negyeddöntő                  | Deportivo La Coruña | 3–2                              | 2–0                              | 5–2                              |
| 2001–2002 | UEFA-bajnokok ligája         | Elődöntő                     | Bayer Leverkusen    | 2–2                              | 1–1                              | 3–3                              |
| 2002–2003 | UEFA-bajnokok ligája         | Harmadik selejtező forduló   | Zalaegerszeg        | 5–0                              | 0–1                              | 5–1                              |
| 2002–2003 | UEFA-bajnokok ligája         | Első csoportkör F csoport    | Makkabi Haifa       | 5–2                              | 0–3                              | 1.                               |
| 2002–2003 | UEFA-bajnokok ligája         | Első csoportkör F csoport    | Bayer Leverkusen    | 2–0                              | 2–1                              | 1.                               |
| 2002–2003 | UEFA-bajnokok ligája         | Első csoportkör F csoport    | Olimbiakósz         | 4–0                              | 3–2                              | 1.                               |
| 2002–2003 | UEFA-bajnokok ligája         | Második csoportkör D csoport | Basel               | 1–1                              | 3–1                              | 1.                               |
| 2002–2003 | UEFA-bajnokok ligája         | Második csoportkör D csoport | Deportivo La Coruña | 2–0                              | 0–2                              | 1.                               |
| 2002–2003 | UEFA-bajnokok ligája         | Második csoportkör D csoport | Juventus            | 2–1                              | 3–0                              | 1.                               |
| 2002–2003 | UEFA-bajnokok ligája         | Negyeddöntő                  | Real Madrid         | 4–3                              | 1–3                              | 5–6                              |
| 2003–2004 | UEFA-bajnokok ligája         | E csoport                    | Panathinaikósz      | 5–0                              | 1–0                              | 1.                               |
| 2003–2004 | UEFA-bajnokok ligája         | E csoport                    | Stuttgart           | 2–0                              | 1–2                              | 1.                               |
| 2003–2004 | UEFA-bajnokok ligája         | E csoport                    | Rangers             | 3–0                              | 1–0                              | 1.                               |
| 2003–2004 | UEFA-bajnokok ligája         | Nyolcaddöntő                 | Porto               | 1–1                              | 1–2                              | 2–3                              |
| 2004–2005 | UEFA-bajnokok ligája         | Harmadik selejtező forduló   | Dinamo București    | 3–0                              | 2–1                              | 5–1                              |
| 2004–2005 | UEFA-bajnokok ligája         | D csoport                    | Lyon                | 2–1                              | 2–2                              | 2.                               |
| 2004–2005 | UEFA-bajnokok ligája         | D csoport                    | Fenerbahçe          | 6–2                              | 0–3                              | 2.                               |
| 2004–2005 | UEFA-bajnokok ligája         | D csoport                    | Sparta Praha        | 0–0                              | 4–1                              | 2.                               |
| 2004–2005 | UEFA-bajnokok ligája         | Nyolcaddöntő                 | Milan               | 0–1                              | 0–1                              | 0–2                              |
| 2005–2006 | UEFA-bajnokok ligája         | Harmadik selejtező forduló   | Debrecen            | 3–0                              | 3–0                              | 6–0                              |
| 2005–2006 | UEFA-bajnokok ligája         | D csoport                    | Villarreal          | 0–0                              | 0–0                              | 4.                               |
| 2005–2006 | UEFA-bajnokok ligája         | D csoport                    | Benfica             | 2–1                              | 1–2                              | 4.                               |
| 2005–2006 | UEFA-bajnokok ligája         | D csoport                    | Lille               | 0–0                              | 0–1                              | 4.                               |
| 2006–2007 | UEFA-bajnokok ligája         | F csoport                    | Celtic              | 3–2                              | 0–1                              | 1.                               |
| 2006–2007 | UEFA-bajnokok ligája         | F csoport                    | Benfica             | 3–1                              | 1–0                              | 1.                               |
| 2006–2007 | UEFA-bajnokok ligája         | F csoport                    | København           | 3–0                              | 0–1                              | 1.                               |
| 2006–2007 | UEFA-bajnokok ligája         | Nyolcaddöntő                 | Lille               | 1–0                              | 1–0                              | 2–0                              |
| 2006–2007 | UEFA-bajnokok ligája         | Negyeddöntő                  | Roma                | 7–1                              | 1–2                              | 8–3                              |
| 2006–2007 | UEFA-bajnokok ligája         | Elődöntő                     | Milan               | 3–2                              | 0–3                              | 3–5                              |
| 2007–2008 | UEFA-bajnokok ligája         | F csoport                    | Sporting CP         | 2–1                              | 1–0                              | 1.                               |
| 2007–2008 | UEFA-bajnokok ligája         | F csoport                    | Roma                | 1–0                              | 1–1                              | 1.                               |
| 2007–2008 | UEFA-bajnokok ligája         | F csoport                    | Dinamo Kijiv        | 4–2                              | 4–0                              | 1.                               |
| 2007–2008 | UEFA-bajnokok ligája         | Nyolcaddöntő                 | Lyon                | 1–0                              | 1–1                              | 2–1                              |
| 2007–2008 | UEFA-bajnokok ligája         | Negyeddöntő                  | Roma                | 1–0                              | 2–0                              | 3–0                              |
| 2007–2008 | UEFA-bajnokok ligája         | Elődöntő                     | Barcelona           | 1–0                              | 0–0                              | 1–0                              |
| 2007–2008 | UEFA-bajnokok ligája         | Döntő                        | Chelsea             | 1–1 (t. 6–5) (S)                 | 1–1 (t. 6–5) (S)                 | 1–1 (t. 6–5) (S)                 |
| 2008      | UEFA-szuperkupa              | Döntő                        | Zenyit              | 1–2 (S)                          | 1–2 (S)                          | 1–2 (S)                          |
| 2008      | FIFA-klubvilágbajnokság      | Elődöntő                     | Gamba Oszaka        | 5–3 (S)                          | 5–3 (S)                          | 5–3 (S)                          |
| 2008      | FIFA-klubvilágbajnokság      | Döntő                        | LDU Quito           | 1–0 (S)                          | 1–0 (S)                          | 1–0 (S)                          |
| 2008–2009 | UEFA-bajnokok ligája         | E csoport                    | Villarreal          | 0–0                              | 0–0                              | 1.                               |
| 2008–2009 | UEFA-bajnokok ligája         | E csoport                    | AaB                 | 2–2                              | 3–0                              | 1.                               |
| 2008–2009 | UEFA-bajnokok ligája         | E csoport                    | Celtic              | 3–0                              | 1–1                              | 1.                               |
| 2008–2009 | UEFA-bajnokok ligája         | Nyolcaddöntő                 | Internazionale      | 2–0                              | 0–0                              | 2–0                              |
| 2008–2009 | UEFA-bajnokok ligája         | Negyeddöntő                  | Porto               | 2–2                              | 1–0                              | 3–2                              |
| 2008–2009 | UEFA-bajnokok ligája         | Elődöntő                     | Arsenal             | 1–0                              | 3–1                              | 4–1                              |
| 2008–2009 | UEFA-bajnokok ligája         | Döntő                        | Barcelona           | 0–2 (S)                          | 0–2 (S)                          | 0–2 (S)                          |
| 2009–2010 | UEFA-bajnokok ligája         | B csoport                    | Beşiktaş            | 0–1                              | 1–0                              | 1.                               |
| 2009–2010 | UEFA-bajnokok ligája         | B csoport                    | Wolfsburg           | 2–1                              | 3–1                              | 1.                               |
| 2009–2010 | UEFA-bajnokok ligája         | B csoport                    | CSZKA Moszkva       | 3–3                              | 1–0                              | 1.                               |
| 2009–2010 | UEFA-bajnokok ligája         | Nyolcaddöntő                 | Milan               | 4–0                              | 3–2                              | 7–2                              |
| 2009–2010 | UEFA-bajnokok ligája         | Negyeddöntő                  | Bayern München      | 3–2                              | 1–2                              | 4–4                              |
| 2010–2011 | UEFA-bajnokok ligája         | C csoport                    | Rangers             | 0–0                              | 1–0                              | 1.                               |
| 2010–2011 | UEFA-bajnokok ligája         | C csoport                    | Valencia            | 1–1                              | 1–0                              | 1.                               |
| 2010–2011 | UEFA-bajnokok ligája         | C csoport                    | Bursaspor           | 1–0                              | 3–0                              | 1.                               |
| 2010–2011 | UEFA-bajnokok ligája         | Nyolcaddöntő                 | Marseille           | 2–1                              | 0–0                              | 2–1                              |
| 2010–2011 | UEFA-bajnokok ligája         | Negyeddöntő                  | Chelsea             | 2–1                              | 1–0                              | 3–1                              |
| 2010–2011 | UEFA-bajnokok ligája         | Elődöntő                     | Schalke 04          | 4–1                              | 2–0                              | 6–1                              |
| 2010–2011 | UEFA-bajnokok ligája         | Döntő                        | Barcelona           | 1–3 (S)                          | 1–3 (S)                          | 1–3 (S)                          |
| 2011–2012 | UEFA-bajnokok ligája         | C csoport                    | Benfica             | 2–2                              | 1–1                              | 3.                               |
| 2011–2012 | UEFA-bajnokok ligája         | C csoport                    | Basel               | 3–3                              | 1–2                              | 3.                               |
| 2011–2012 | UEFA-bajnokok ligája         | C csoport                    | Oțelul Galați       | 2–0                              | 2–0                              | 3.                               |
| 2011–2012 | Európa-liga                  | Legjobb 32                   | Ajax                | 1–2                              | 2–0                              | 3–2                              |
| 2011–2012 | Európa-liga                  | Nyolcaddöntő                 | Athletic Bilbao     | 2–3                              | 1–2                              | 3–5                              |
| 2012–2013 | UEFA-bajnokok ligája         | H csoport                    | Galatasaray         | 1–0                              | 0–1                              | 1.                               |
| 2012–2013 | UEFA-bajnokok ligája         | H csoport                    | CFR Cluj            | 0–1                              | 2–1                              | 1.                               |
| 2012–2013 | UEFA-bajnokok ligája         | H csoport                    | Braga               | 3–2                              | 3–1                              | 1.                               |
| 2012–2013 | UEFA-bajnokok ligája         | Nyolcaddöntő                 | Real Madrid         | 1–2                              | 1–1                              | 2–3                              |
| 2013–2014 | UEFA-bajnokok ligája         | A csoport                    | Bayer Leverkusen    | 4–2                              | 5–0                              | 1.                               |
| 2013–2014 | UEFA-bajnokok ligája         | A csoport                    | Sahtar Doneck       | 1–0                              | 1–1                              | 1.                               |
| 2013–2014 | UEFA-bajnokok ligája         | A csoport                    | Real Sociedad       | 1–0                              | 0–0                              | 1.                               |
| 2013–2014 | UEFA-bajnokok ligája         | Nyolcaddöntő                 | Olimbiakósz         | 3–0                              | 0–2                              | 3–2                              |
| 2013–2014 | UEFA-bajnokok ligája         | Negyeddöntő                  | Bayern München      | 1–1                              | 1–3                              | 2–4                              |
| 2015–2016 | UEFA-bajnokok ligája         | Selejtező rájátszás          | Club Brugge         | 3–1                              | 4–0                              | 7–1                              |
| 2015–2016 | UEFA-bajnokok ligája         | B csoport                    | PSV Eindhoven       | 0–0                              | 1–2                              | 3.                               |
| 2015–2016 | UEFA-bajnokok ligája         | B csoport                    | Wolfsburg           | 2–1                              | 2–3                              | 3.                               |
| 2015–2016 | UEFA-bajnokok ligája         | B csoport                    | CSZKA Moszkva       | 1–0                              | 1–1                              | 3.                               |
| 2015–2016 | Európa-liga                  | Legjobb 32                   | Midtjylland         | 5–1                              | 1–2                              | 6–3                              |
| 2015–2016 | Európa-liga                  | Nyolcaddöntő                 | Liverpool           | 1–1                              | 0–2                              | 1–3                              |
| 2016–2017 | Európa-liga                  | A csoport                    | Fenerbahçe          | 4–1                              | 1–2                              | 2.                               |
| 2016–2017 | Európa-liga                  | A csoport                    | Feyenoord           | 4–0                              | 0–1                              | 2.                               |
| 2016–2017 | Európa-liga                  | A csoport                    | Zorja Luhanszk      | 1–0                              | 2–0                              | 2.                               |
| 2016–2017 | Európa-liga                  | Legjobb 32                   | Saint-Étienne       | 3–0                              | 1–0                              | 4–0                              |
| 2016–2017 | Európa-liga                  | Nyolcaddöntő                 | Rosztov             | 1–0                              | 1–1                              | 2–1                              |
| 2016–2017 | Európa-liga                  | Negyeddöntő                  | Anderlecht          | 2–1                              | 1–1                              | 3–2                              |
| 2016–2017 | Európa-liga                  | Elődöntő                     | Celta Vigo          | 1–1                              | 1–0                              | 2–1                              |
| 2016–2017 | Európa-liga                  | 2017                         | Ajax                | 2–0 (S)                          | 2–0 (S)                          | 2–0 (S)                          |
| 2017      | UEFA-szuperkupa              | Döntő                        | Real Madrid         | 1–2 (S)                          | 1–2 (S)                          | 1–2 (S)                          |
| 2017–2018 | UEFA-bajnokok ligája         | A csoport                    | Basel               | 3–0                              | 0–1                              | 1.                               |
| 2017–2018 | UEFA-bajnokok ligája         | A csoport                    | CSZKA Moszkva       | 2–1                              | 4–1                              | 1.                               |
| 2017–2018 | UEFA-bajnokok ligája         | A csoport                    | Benfica             | 2–0                              | 1–0                              | 1.                               |
| 2017–2018 | UEFA-bajnokok ligája         | Nyolcaddöntő                 | Sevilla             | 1–2                              | 0–0                              | 1–2                              |
| 2018–2019 | UEFA-bajnokok ligája         | H csoport                    | Young Boys          | 1–0                              | 3–0                              | 2.                               |
| 2018–2019 | UEFA-bajnokok ligája         | H csoport                    | Valencia            | 0–0                              | 1–2                              | 2.                               |
| 2018–2019 | UEFA-bajnokok ligája         | H csoport                    | Juventus            | 0–1                              | 2–1                              | 2.                               |
| 2018–2019 | UEFA-bajnokok ligája         | Nyolcaddöntő                 | Paris Saint-Germain | 0–2                              | 3–1                              | 3–3                              |
| 2018–2019 | UEFA-bajnokok ligája         | Negyeddöntő                  | Barcelona           | 0–1                              | 0–3                              | 0–4                              |
| 2019–2020 | Európa-liga                  | L csoport                    | Astana              | 1–0                              | 1–2                              | 1.                               |
| 2019–2020 | Európa-liga                  | L csoport                    | AZ                  | 4–0                              | 0–0                              | 1.                               |
| 2019–2020 | Európa-liga                  | L csoport                    | Partizan            | 3–0                              | 1–0                              | 1.                               |
| 2019–2020 | Európa-liga                  | Legjobb 32                   | Club Brugge         | 5–0                              | 1–1                              | 6–1                              |
| 2019–2020 | Európa-liga                  | Nyolcaddöntő                 | LASK                | 2–1                              | 5–0                              | 7–1                              |
| 2019–2020 | Európa-liga                  | Negyeddöntő                  | København           | 1–0 (S)                          | 1–0 (S)                          | 1–0 (S)                          |
| 2019–2020 | Európa-liga                  | Elődöntő                     | Sevilla             | 1–2 (S)                          | 1–2 (S)                          | 1–2 (S)                          |
| 2020–2021 | UEFA-bajnokok ligája         | H csoport                    | Paris Saint-Germain | 1–3                              | 2–1                              | 3.                               |
| 2020–2021 | UEFA-bajnokok ligája         | H csoport                    | RB Leipzig          | 5–0                              | 2–3                              | 3.                               |
| 2020–2021 | UEFA-bajnokok ligája         | H csoport                    | İstanbul Başakşehir | 4–1                              | 1–2                              | 3.                               |
| 2020–2021 | Európa-liga                  | Legjobb 32                   | Real Sociedad       | 0–0                              | 4–0                              | 4–0                              |
| 2020–2021 | Európa-liga                  | Nyolcaddöntő                 | Milan               | 1–1                              | 1–0                              | 2–1                              |
| 2020–2021 | Európa-liga                  | Negyeddöntő                  | Granada             | 2–0                              | 2–0                              | 4–0                              |
| 2020–2021 | Európa-liga                  | Elődöntő                     | Roma                | 6–2                              | 2–3                              | 8–5                              |
| 2020–2021 | Európa-liga                  | Döntő                        | Villarreal          | 1–1 (t. 10–11) (S)               | 1–1 (t. 10–11) (S)               | 1–1 (t. 10–11) (S)               |
| 2021–2022 | UEFA-bajnokok ligája         | F csoport                    | Young Boys          | 1–1                              | 1–2                              | 1.                               |
| 2021–2022 | UEFA-bajnokok ligája         | F csoport                    | Villarreal          | 2–1                              | 2–0                              | 1.                               |
| 2021–2022 | UEFA-bajnokok ligája         | F csoport                    | Atalanta            | 3–2                              | 2–2                              | 1.                               |
| 2021–2022 | UEFA-bajnokok ligája         | Nyolcaddöntő                 | Atlético Madrid     | 0–1                              | 1–1                              | 1–2                              |
| 2022–2023 | Európa-liga                  | E csoport                    | Real Sociedad       | 0–1                              | 1–0                              | 2.                               |
| 2022–2023 | Európa-liga                  | E csoport                    | Sheriff Tiraspol    | 3–0                              | 2–0                              | 2.                               |
| 2022–2023 | Európa-liga                  | E csoport                    | Omónia              | 1–0                              | 3–2                              | 2.                               |
| 2022–2023 | Európa-liga                  | Nyolcaddöntő-rájátszás       | Barcelona           | 2–1                              | 2–2                              | 4–3                              |
| 2022–2023 | Európa-liga                  | Nyolcaddöntő                 | Real Betis          | 4–1                              | 1–0                              | 5–1                              |
| 2022–2023 | Európa-liga                  | Negyeddöntő                  | Sevilla             | 2–2                              | 0–3                              | 2–5                              |
| 2023–2024 | UEFA-bajnokok ligája         | A csoport                    | Bayern München      | 0–1                              | 3–4                              | 4.                               |
| 2023–2024 | UEFA-bajnokok ligája         | A csoport                    | København           | 1–0                              | 3–4                              | 4.                               |
| 2023–2024 | UEFA-bajnokok ligája         | A csoport                    | Galatasaray         | 2–3                              | 3–3                              | 4.                               |
| 2024–2025 | Európa-liga                  | Alapszakasz                  | Twente              | 1–1                              | N/A                              | 3.                               |
| 2024–2025 | Európa-liga                  | Alapszakasz                  | Porto               | N/A                              | 3–3                              | 3.                               |
| 2024–2025 | Európa-liga                  | Alapszakasz                  | Fenerbahçe          | N/A                              | 1–1                              | 3.                               |
| 2024–2025 | Európa-liga                  | Alapszakasz                  | PAÓK                | 2–0                              | N/A                              | 3.                               |
| 2024–2025 | Európa-liga                  | Alapszakasz                  | Bodø/Glimt          | 3–2                              | N/A                              | 3.                               |
| 2024–2025 | Európa-liga                  | Alapszakasz                  | Viktoria Plzeň      | N/A                              | 2–1                              | 3.                               |
| 2024–2025 | Európa-liga                  | Alapszakasz                  | Rangers             | 2–1                              | N/A                              | 3.                               |
| 2024–2025 | Európa-liga                  | Alapszakasz                  | FCSB                | N/A                              | 2–0                              | 3.                               |
| 2024–2025 | Európa-liga                  | Nyolcaddöntő                 | Real Sociedad       | 4–1                              | 1–1                              | 5–2                              |
| 2024–2025 | Európa-liga                  | Negyeddöntő                  | Olympique Lyonnais  | 5–4                              | 2–2                              | 7–6                              |
| 2024–2025 | Európa-liga                  | Elődöntő                     | Athletic Club       | 4–1                              | 3–0                              | 7–1                              |
| 2024–2025 | Európa-liga                  | Döntő                        | Tottenham Hotspur   | 0–1 (S)                          | 0–1 (S)                          | 0–1 (S)                          |

1. 1 2 3  A Manchester United góljai szerepelnek először
2. 1 2 3 4 5 6  Kiesett idegenben szerzett kevesebb gól miatt.
3. 1 2  Továbbjutott több idegenben szerzett gól következtében

## Sikerek
- Bajnokcsapatok Európa-kupája / UEFA-bajnokok ligája:
  - Győztes (3): 1967–1968, 1998–1999, 2007–2008
  - Ezüstérmes (2): 2008–2009, 2010–2011
- Európa-liga:
  - Győztes (1): 2016–2017
  - Ezüstérmes (2): 2020–2021, 2024–2025
- Kupagyőztesek Európa-kupája:
  - Győztes (1): 1990–1991
- UEFA-szuperkupa:
  - Győztes (1) 1991
  - Ezüstérmes (3): 1999, 2008, 2017
- Interkontinentális kupa:
  - Győztes (1): 1999
  - Ezüstérmes (1): 1968
- FIFA-klubvilágbajnokság:
  - Győztes (1): 2008

## Fordítás
Ez a szócikk részben vagy egészben  a   Manchester United F.C. in international football című angol Wikipédia-szócikk ezen változatának fordításán alapul.  Az eredeti cikk szerkesztőit annak laptörténete sorolja fel. Ez a jelzés csupán a megfogalmazás eredetét és a szerzői jogokat jelzi, nem szolgál a cikkben szereplő információk forrásmegjelöléseként.